# 1944 au Yukon
Chronologie du Yukon
- 1940
- 1941
- 1942
- 1943
- 1944
- 1945
- 1946
- 1947
- 1948

Cette page concerne des événements d'actualité qui se sont produits durant l'année 1944 dans le territoire canadien du Yukon.

## Politique
- Chef exécutif : George A. Jeckell
- Législature : 12e puis 13e

## Événements
- 9 février : Dix-septième élection générale yukonnaise (en).